# بيدرو رودريغيز (دراج)
بيدرو رودريغيز (بالإسبانية: Pedro Rodríguez de la Vega) (و. 1940 – 1971 م) هو سائق فورمولا 1، ومتسابق دراجات نارية، وسائق سيارة سباق، من المكسيك، ولد في مدينة مكسيكو، شارك في لو مان 24 ساعة، توفي عن عمر يناهز 31 عاماً.

## روابط خارجية
- بيدرو رودريغيز على موقع Racing-Reference.info (الإنجليزية)
- بيدرو رودريغيز على موقع DriverDB.com (الإنجليزية)